# Hội nghị Thành Đô
Hội nghị Thành Đô (hay gọi là Mật ước Thành Đô) là cuộc hội nghị thượng đỉnh Việt-Trung trong hai ngày 3-4 tháng 9 năm 1990, tại Thành Đô, thủ phủ tỉnh Tứ Xuyên (Trung Quốc) giữa lãnh đạo cao cấp nhất hai Đảng Cộng sản của Nhà nước Việt Nam - Trung Quốc. Cuộc họp mặt này nhằm mục đích bình thường hóa quan hệ giữa hai nước và hai Đảng. Cho đến nay, nội dung và các thỏa thuận trong cuộc họp của đôi bên vẫn chưa được công bố, tuy nhiên trên trang thông tin chính thức của Đảng Cộng sản Trung Quốc đã cho đăng hình ảnh chụp trong hội nghị, trong những cột mốc ngoại giao quan trọng.
Thành phần tham dự: 
- Phía Việt Nam gồm có Tổng bí thư Nguyễn Văn Linh, Chủ tịch Hội đồng Bộ trưởng Đỗ Mười, và Cố vấn Ban chấp hành Trung ương Đảng Phạm Văn Đồng.
- Phía Trung Quốc có Giang Trạch Dân, Tổng bí thư Đảng Cộng sản Trung Quốc cùng với Lý Bằng, Thủ tướng Quốc vụ viện Trung Quốc.

Kết quả của hội nghị là một loạt các thay đổi trong đối nội và đối ngoại, không chỉ giữa Việt Nam với Trung Quốc, mà còn giữa Việt Nam với Hoa Kỳ và các nước ASEAN.

## Bối cảnh
Cuối năm 1989 cho đến đầu năm 1990, hệ thống Xã hội chủ nghĩa ở các quốc gia Đông Âu kể cả Liên Xô lần lượt bị rạn nứt và suy sụp. Kế tiếp là sự kiện Thiên An Môn, khiến các nước phương Tây đồng loạt công kích và thực hiện chính sách cấm vận một số lĩnh vực đối với Trung Quốc. Những diễn biến này làm cho Ban lãnh đạo Đảng Cộng sản Việt Nam cũng như Trung Quốc đều lo lắng trước nguy cơ đổ vỡ của chế độ hoặc sự tấn công quân sự của phương Tây. Cả Việt Nam lẫn Trung Quốc đều muốn bình thường hóa quan hệ với nhau, nhấn mạnh nguy cơ xung đột giữa khối tư bản và xã hội chủ nghĩa trong khi gác lại những xung đột trong quá khứ, mặc dù hai bên đã có xung đột trong thời gian dài trong cuộc chiến tranh Biên giới Việt Trung 1979 và ngoài khơi trong Hải chiến Trường Sa 1988.
Quan hệ Việt Trung bấy giờ đã căng thẳng hơn 10 năm. Xúc tiến của Đảng Cộng sản Việt Nam chuyển chính sách sang giai đoạn liên minh "bảo vệ Xã hội Chủ nghĩa" tức là trở lại quan điểm trước kia chia thế giới làm hai khối tư bản chủ nghĩa và xã hội chủ nghĩa. Vì mất hậu thuẫn của Liên Xô, Việt Nam trước hoàn cảnh cô lập, thay vì đối đầu với Bắc Kinh, Hà Nội quyết định phải làm hòa với Trung Quốc để tránh cái họa chiến tranh tái diễn giữa hai nước xã hội chủ nghĩa. Lãnh đạo Việt Nam lấy yếu tố hai nước cùng chung ý thức hệ nên phải liên kết lại, trong khi bỏ qua sự chỉ trích "bá quyền" và "bành trướng" của Trung Quốc được nhấn mạnh bấy lâu. Quan điểm này được thuật lại rõ ràng khi Lê Đức Anh sang Phnôm Pênh cuối năm 1990. Lê Đức Anh thông báo lại với bộ Chính trị Campuchia, bao gồm Thủ tướng Hun Sen, nội dung cuộc gặp gỡ cấp cao Việt-Trung là: "Mỹ và phương Tây muốn cơ hội này để xoá chủ nghĩa cộng sản. Nó đang xoá ở Đông Âu. Nó tuyên bố là xoá chủ nghĩa cộng sản trên toàn thế giới. Rõ ràng nó là kẻ thù trực tiếp và nguy hiểm. Chúng ta (Việt Nam và Campuchia) phải tìm đồng minh. Đồng minh này là Trung Quốc." Kể từ đó nhà nước Việt Nam càng đề cao cảnh giác diễn biến hòa bình trong khi củng cố liên hệ với các nước xã hội chủ nghĩa còn lại.
Theo phân tích của Lý Gia Trung (cựu Đại sứ Trung Quốc tại Việt Nam), việc Trung Quốc muốn bình thường hóa quan hệ với Việt Nam là do các biện pháp trừng phạt của phương Tây sau vụ Thiên An Môn khiến Trung Quốc không còn tin tưởng vào các nước phương Tây nữa. Mối lo ngại ngày càng tăng của ASEAN về ý đồ của Trung Quốc trong khu vực cũng làm đe dọa đến khả năng kiểm soát kết quả giải quyết vấn đề Campuchia của Trung Quốc. Ngoài ra, Trung Quốc biết rằng Việt Nam đang xúc tiến ngoại giao với Mỹ, Trung Quốc e ngại nếu tiếp tục duy trì sự thù địch thì sẽ đẩy Việt Nam xích lại gần hơn với Mỹ, về lâu dài điều này rất bất lợi cho Trung Quốc.
Trong khi đó, việc nhà nước Việt Nam muốn bình thường hóa quan hệ với Trung Quốc xuất phát từ những nguyên nhân sau:
- Vấn đề cấp bách nhất của Việt Nam khi đó là sự lạc hậu về kinh tế. Việt Nam bị Mỹ bao vây cấm vận, trong khi nguồn hỗ trợ chính là Liên Xô và các nước Đông Âu thì đang tan rã. Do vậy, việc bình thường hóa quan hệ với Trung Quốc sẽ giúp Việt Nam có được đối tác kinh tế mới rất tiềm năng: Trung Quốc là đất nước rộng lớn (diện tích đứng thứ 3 thế giới, sau Nga và Canada) và đông dân nhất thế giới, có tiềm năng rất lớn để trở thành siêu cường kinh tế, lại là láng giềng của Việt Nam nên việc buôn bán hàng hóa rất thuận lợi.
- 10 năm chiến tranh tại biên giới Trung Quốc khiến Việt Nam hao tổn rất nhiều nhân lực và kinh tế. Ở thời điểm đó, thỏa hiệp với Trung Quốc để Việt Nam có thể tập trung phát triển là điều cần thiết. Bình thường hóa quan hệ với Trung Quốc sẽ giúp chiến tranh ở biên giới chấm dứt.
- Sau 10 năm Chiến tranh biên giới Tây Nam, về cơ bản Việt Nam đã ổn định được tình hình Campuchia, nhưng Khmer Đỏ vẫn chưa bị tiêu diệt hết (phần lớn là nhờ sự giúp sức của  Trung Quốc), lực lượng này vẫn có khả năng tiếp tục gây bất ổn tại Campuchia. Bình thường hóa quan hệ với Trung Quốc sẽ giúp Việt Nam có thể yên tâm rút quân khỏi Campuchia, đồng thời mở ra cơ hội hợp tác với các nước ASEAN.
- Việc bình thường hóa quan hệ với Trung Quốc sẽ mở ra luôn cơ hội bình thường hóa quan hệ với Hoa Kỳ, do nước này luôn muốn tranh giành ảnh hưởng tại Đông Nam Á với Trung Quốc (thực tế về sau cho thấy chỉ 4 năm sau, Mỹ cũng đã tuyên bố bình thường hóa quan hệ với Việt Nam).

## Quá trình
Trước Hội nghị Thành Đô một năm vào tháng 10 năm 1989, Kaysone Phomvihane, Tổng Bí thư Đảng Cách mạng Nhân dân Lào kiêm Chủ tịch Hội đồng Bộ trưởng Lào, khi sang thăm Trung Quốc có đề cập tới việc bình thường hóa bang giao Việt - Trung với Chủ nhiệm Ủy ban Cố vấn Trung ương Đảng Cộng sản Trung Quốc Đặng Tiểu Bình. Đặng ra điều kiện, Việt Nam phải hoàn toàn rút quân khỏi Campuchia.
Ngày 5 tháng 6 năm 1990, dưới sự cố gắng của nhiều phía, Tổng Bí thư Nguyễn Văn Linh đã hội kiến Trương Đức Duy, Đại sứ Trung Quốc tại Việt Nam, tại phòng khách Trung ương Đảng Cộng sản Việt Nam. Ngày 16 tháng 8 năm 1990, Hoàng Nhật Tân, con trai Hoàng Văn Hoan, đến Đại sứ quán Trung Quốc gặp Trương Đức Duy để nhắn lời của Nguyễn Văn Linh, là muốn gặp trực tiếp phía lãnh đạo Trung Quốc.
Ngày 21 Trương Đức Duy trực tiếp tới gặp Lê Đức Anh, Bộ trưởng Bộ Quốc phòng Việt Nam, thay vì Nguyễn Cơ Thạch, bộ trưởng bộ Ngoại giao vì thái độ chống Trung Quốc của ông Thạch. Duy ngỏ ý muốn nói chuyện thẳng với Tổng Bí thư Nguyễn Văn Linh. Sáng ngày 22, Tổng Bí thư Nguyễn Văn Linh hội kiến với Trương Đức Duy tại Nhà khách Bộ Quốc phòng. Đến ngày 28, sứ quán Trung Quốc nhận được chỉ thị, là Tổng Bí thư Giang Trạch Dân và Thủ tướng Lý Bằng mời Tổng Bí thư Nguyễn Văn Linh, Chủ tịch Hội đồng Bộ trưởng Đỗ Mười, và cố vấn Trung ương Đảng Cộng sản Việt Nam Phạm Văn Đồng thăm Trung Quốc từ ngày 3 đến ngày 4 tháng 9 năm 1990. Do Á Vận Hội sắp cử hành ở Bắc Kinh, để tiện bảo mật, nên họ sắp xếp địa điểm hội đàm tại Thành Đô, Tứ Xuyên. Đáng ghi nhận là Hà Nội không cử Nguyễn Cơ Thạch đi tham dự vì phải nhượng bộ Bắc Kinh vốn không chấp nhận lập trường của ông Thạch.
Hội nghị diễn ra tại khách sạn Kim Ngưu, nội dung chính trong cuộc hội nghị là vấn đề giải quyết chính trị xung đột Campuchia và vấn đề khôi phục bình thường quan hệ Trung - Việt.
Tuy Việt Nam nhấn mạnh liên minh Xã hội Chủ nghĩa khi hòa hoãn với Trung Quốc, Bắc Kinh coi cuộc gặp gỡ chủ yếu là buộc Việt Nam phải rút khỏi Campuchia. Bắc Kinh chỉ thay đổi lập trường khi Hoa Kỳ công bố sẵn sàng bình thường hóa quan hệ ngoại giao Việt - Mỹ. Ngoại trưởng Nguyễn Cơ Thạch lúc bấy giờ đang xúc tiến với Ngoại trưởng Mỹ là James Baker nhưng việc đó không thành tựu.

## Kết quả thực hiện sau Thành Đô

### Quân sự
Sau hội nghị, Việt Nam rút quân ra khỏi Campuchia. Trung Quốc cũng rút quân khỏi một số khu vực tại biên giới 2 nước. Các xung đột quân sự tại biên giới Việt Nam - Trung Quốc cũng chấm dứt. 

### Vấn đề Campuchia
Theo BBC, Bắc Kinh đã tiết lộ băng ghi âm cho thấy các nhà lãnh đạo Việt Nam đồng ý để cho lực lượng chống Hun Sen trong chính phủ liên minh mới chiếm ưu thế. Điều này đồng nghĩa với việc Hà Nội chấp nhận rút hẳn khỏi Campuchia. Từ đó Campuchia dần xa rời Việt Nam. Khi xem xét lại, đây chủ yếu là do sức ép của quốc tế do các quốc gia lớn dẫn đầu nêu trong Liên Hợp Quốc về việc họ cho là "Việt Nam xâm lược Campuchia "

### Trao đổi thương mại và nối lại ngoại giao
Ngày 5 Tháng 11, 1991, tức hơn một năm sau cuộc họp ở Thành Đô, Đỗ Mười, Tổng Bí thư Đảng Cộng sản Việt Nam và Võ Văn Kiệt, Chủ tịch Hội đồng Bộ trưởng đến thăm Trung Quốc. Ngày 7 Tháng 11, 1991, hiệp định mậu dịch Trung - Việt và hiệp định tạm thời về việc xử lý công việc biên giới hai nước được ký tại Nhà khách quốc gia Điếu Ngư Đài, Bắc Kinh. Quan hệ Trung - Việt dần trở lại bình thường.
Theo nhà phân tích ngoại giao Carl Thayer thì Việt Nam muốn tạo một liên minh quân sự giữa Bắc Kinh và Hà Nội nhưng đề nghị này bị Bắc Kinh bác bỏ. Lập trường của Bắc Kinh là hai nước có thể là "đồng chí nhưng không phải đồng minh". Ngược lại Bắc Kinh đòi Hà Nội phải đồng ý cho hồi hương người Hoa, nhượng bộ lãnh thổ, và hoàn trả những khoản nợ trước kia. Phía Việt Nam không chấp nhận những yêu cầu đó.
Trong khuôn khổ bang giao Việt - Trung thì tháng 2 năm 1999, lãnh đạo Trung - Việt lại công bố "Tuyên bố chung", xác định phát triển quan hệ hai nước trong thế kỷ mới, nội dung có thể tóm lại thành 16 chữ vàng: "ổn định lâu dài, hướng tới tương lai, láng giềng hữu hảo, hợp tác toàn diện".
Sau hội nghị, quan hệ ngoại thương giữa 2 nước được nối lại. Từ đầu thập niên 1990 tới nay, Trung Quốc luôn là khách hàng ngoại thương số 1 của Việt Nam, trong khi Việt Nam là đối tác số 1 của Trung Quốc tại vùng Đông Nam Á. Lãnh đạo 2 nước khẳng định quan hệ ngoại thương đã tiến triển rất nhanh, đem lại lợi ích to lớn cho nền kinh tế của cả hai đất nước.

### Lập trường đối ngoại của Việt Nam
Theo Trần Quang Cơ, nguyên Thứ trưởng thứ nhất Bộ Ngoại giao, "kết quả được ghi lại trong một văn bản gọi là "Biên bản tóm tắt" gồm 8 điểm. Khi nghiên cứu biên bản 8 điểm đó, chúng tôi nhận thấy có tới 7 điểm nói về vấn đề Campuchia, chỉ có 1 điểm nói về cải thiện quan hệ giữa hai nước mà thực chất chỉ là nhắc lại lập trường cũ Trung Quốc gắn việc giải quyết vấn đề Campuchia với bình thường hoá quan hệ giữa Việt Nam và Trung Quốc. Trong 7 điểm về Campuchia, 2 điểm là những điểm có tính chất chung về mặt quốc tế mà 2 bên đang còn tranh cãi (giải pháp chính trị toàn diện cho vấn đề Campuchia; rút hết quân Việt Nam ở Campuchia có dẫn chứng), còn 5 điểm thì hoàn toàn là đáp ứng yêu cầu của Trung Quốc."
Mặt khác Việt Nam cũng nỗ lực giao hảo với các nước lân bang trong khối ASEAN và phương Tây cho dù Đảng Cộng sản Việt Nam năm 1992 vẫn đặt ưu tiên vào các nước cộng sản chủ nghĩa và coi Trung Quốc, Cuba, Triều Tiên và Lào là những nước bạn thân hơn cả. Tuy vậy theo nhận xét của Đại tá Công an Nguyễn Đăng Quang dựa trên lịch sử Trung-Xô, Việt-Trung, và Việt-Miên thì kỳ vọng chấm dứt xung đột vì chung ý thức hệ là không thể xảy ra, vì những quốc gia kể trên tuy chung khối Xã hội chủ nghĩa nhưng vẫn có những mâu thuẫn dẫn tới xung đột.
Sau khi Việt Nam bình thường hóa quan hệ với Trung Quốc, theo đúng như dự đoán của Việt Nam, tại Hoa Kỳ, phe ủng hộ quan điểm muốn bình thường hóa với Việt Nam cũng thắng thế. Ngày 29/9/1990, chỉ 3 tuần sau Hội nghị Thành Đô, Bộ trưởng Ngoại giao Nguyễn Cơ Thạch gặp gỡ Bộ trưởng Ngoại giao Hoa Kỳ James Baker tại New York. Ngày 11/11/1991, Chính phủ Hoa Kỳ chính thức cho phép khách du lịch, cựu chiến binh, nhà báo, doanh nhân Hoa Kỳ thăm Việt Nam. Ngày 11/7/1995, Tổng thống Mỹ Bill Clinton và Thủ tướng Việt Nam Võ Văn Kiệt đã tuyên bố bình thường hóa quan hệ ngoại giao giữa hai nước.

### Chính sách đối nội
Về mặt đối nội lịch sử, chính quyền Việt Nam kể từ sau Hội nghị Thành Đô không nhắc nhiều đến Chiến tranh biên giới Việt-Trung 1979 nữa. Truyền thông không loan tin nhiều về cuộc chiến, những hy sinh của những người đã nằm xuống cũng ít được nhắc tới. Về phía Trung Quốc, cuộc chiến hầu như không còn được nhắc đến trong các phương tiện truyền thông đại chúng, không được nói đến trong sách giáo khoa lịch sử ở Trung Quốc Tại Trung Quốc, các phương tiện truyền thông gần như lãng quên nó, các tuyển tập bài hát không còn in các ca khúc nói về cuộc chiến, sách nghiên cứu viết về cuộc chiến với Việt Nam bị từ chối xuất bản, đa số cựu chiến binh từng tham gia cuộc chiến không muốn nhắc đến nó.
Về phía Trung Quốc, việc bình thường hóa quan hệ với Việt Nam khiến một số tướng lĩnh, quân nhân từng tham chiến chống Việt Nam thấy khó chịu. Nhà văn quân đội Lý Tôn Bảo, tác giả cuốn "Vòng hoa dưới chân núi cao" viết về cuộc tấn công vào Việt Nam tháng 2/1979, phát biểu: "Xem tin Lý Bằng tiếp Võ Nguyên Giáp mà trong lòng tôi cảm thấy bứt rứt. Giờ đây chúng ta phải xem xét lại xem có gây ra cuộc chiến tranh đó không? Chẳng những phần lớn sĩ quan binh lính dưới đơn vị không thông ngay cả một số tướng lĩnh cao cấp cũng không thông nổi".

### Sửa đổi Hiến pháp
Hội nghị Thành Đô theo nhận xét của vài nhà chuyên môn thì đã tác động sâu rộng đến việc Việt Nam soạn lại cả hiến pháp. Lời nói đầu của Hiến pháp năm 1980 đích danh lên án "bọn bá quyền Trung Quốc xâm lược" nhưng Hiến pháp năm 1992 đã loại bỏ những câu từ mang tính chống Trung Quốc trong văn bản pháp lý của nhà nước.

### Đàm phán biên giới
Sau hội nghị, do xung đột đã chấm dứt, Trung Quốc và Việt Nam bắt đầu tiến hành đàm phán để giải quyết vấn đề phân định biên giới. Hai bên đạt được các thỏa thận trên nguyên tắc vào năm 1993 để giải quyết các bất đồng, nhưng do sự thù địch giữa hai phía do cuộc chiến tranh 1979 để lại, cộng với cả một thập kỷ xung đột biên giới, khiến cho mãi tới năm 1999 hai bên mới đạt được những thỏa thuận cuối cùng.

## Những tin đồn
Hiện thời chính phủ Việt Nam và báo chí nhà nước không công bố thông tin chi tiết về Hội nghị Thành Đô, đưa tới những tin đồn, chủ yếu xoay quanh những đồn đoán về sự ảnh hưởng của Trung Quốc vào hậu trường chính trị của Việt Nam.
Trong những lời đồn đó có việc Trung Quốc làm áp lực với phía Việt Nam để Ngoại trưởng Nguyễn Cơ Thạch phải rời chức vụ. Theo đài RFA, Đại tá công an Nguyễn Đăng Quang là người từng nhiều lần tiếp xúc với nguyên Ngoại trưởng Nguyễn Cơ Thạch cho là: "Trung Quốc đưa ra một điều kiện tiên quyết đó là Việt Nam thực tâm muốn bình thường, cải thiện quan hệ ngoại giao với Trung Quốc thì việc đầu tiên là Việt Nam phải loại bỏ Bộ trưởng Thạch...". Thiếu tướng Nguyễn Trọng Vĩnh, cựu đại sứ Việt Nam tại Trung Quốc cũng cho rằng: "Trung Quốc rất ghét Nguyễn Cơ Thạch cho nên nó mới ép phái đoàn của ta tại Thành Đô phải nhận điều đó. Phải gạt bỏ Nguyễn Cơ Thạch thì nó mới bình thường hóa quan hệ." Theo thông tấn xã RFI của Pháp, Ngoại trưởng Nguyễn Cơ Thạch vì bị Bắc Kinh coi là người cản trở việc bình thường hóa quan hệ Việt - Trung nên phải rút khỏi khỏi Bộ Chính trị năm 1991. Tuy nhiên, ngày 29/9/1990, 3 tuần sau Hội nghị Thành Đô, chính Bộ trưởng Ngoại giao Nguyễn Cơ Thạch được cử đi thực hiện nhiệm vụ quan trọng là gặp gỡ Bộ trưởng Ngoại giao Hoa Kỳ James Baker tại New York, bắt đầu việc đám phán bình thường hóa quan hệ với Hoa Kỳ. Ông Vũ Dương Huân, nguyên là Giám đốc Học viện Ngoại giao Việt Nam, khẳng định "Bộ trưởng Nguyễn Cơ Thạch là người rất coi trọng nhân tố Trung Quốc, luôn mong muốn sớm bình thường hoá quan hệ với Trung Quốc... Khoảng 2-3 tháng trước Đại hội VII (6/1991) có rộ lên tin tức là Trung Quốc đang tìm cách hạ bệ ông Thạch vì ông chống Trung Quốc. Nhưng thực tế là ông chủ trì Nghị quyết XIII, mà một trong những nội dung quan trọng là giải quyết vấn đề Campuchia và  bình thường hóa quan hệ với Trung Quốc."
Ngày 2 Tháng 9, 2014, khoảng 20 cựu giới chức quân nhân gửi kiến nghị lên Chủ tịch nước Trương Tấn Sang và Thủ tướng Nguyễn Tấn Dũng yêu cầu công bố những ký kết giữa Đảng Cộng sản Việt Nam và Đảng Cộng sản Trung Quốc mà đến nay vẫn là bí mật. Họ cho rằng những cam kết đó tổn hại đến chủ quyền đất nước. Ký tên trong lá thư ngỏ có Trung tướng Lê Hữu Đức, Thiếu tướng Trần Minh Đức, Thiếu tướng Huỳnh Đắc Hương, Thiếu tướng Lê Duy Mật, Thiếu tướng Bùi Văn Quỳ, và Thiếu tướng Nguyễn Trọng Vĩnh.
Cuối năm 2014, đài RFA đưa tin rằng Thời báo Hoàn Cầu và Tân Hoa Xã đã công bố những chi tiết mà hai cơ quan này gọi là sự thật về "Kỷ Yếu Hội nghị" với những câu chữ như sau: "Vì sự tồn tại của sự nghiệp xây dựng Chủ nghĩa Cộng sản, Đảng Cộng sản và Nhà nước Việt Nam đề nghị phía Trung Quốc giải quyết các mối bất đồng giữa hai nước. Phía Việt Nam sẽ cố gắng hết sức mình để vun đắp tình hữu nghị vốn lâu đời vốn có giữa hai đảng và nhân dân hai nước do Chủ tịch Mao Trạch Đông và Chủ tịch Hồ Chí Minh đã dày công xây đắp trong quá khứ. Và Việt Nam bày tỏ mong muốn sẵn sàng chấp nhận làm một khu vực tự trị thuộc chính quyền Trung ương tại Bắc Kinh, như Trung Quốc đã dành cho Nội Mông, Tây Tạng, Quảng Tây.... Phía Trung Quốc đồng ý và đồng ý chấp nhận đề nghị nói trên, và cho Việt Nam thời gian 30 năm (1990-2020) để Đảng Cộng sản Việt Nam giải quyết các bước tiến hành cần thiết cho việc gia nhập đại gia đình các dân tộc Trung Quốc." Đại tá Nguyễn Đăng Quang không tin vào những thông tin này, ông cho rằng: "Hoàn Cầu Thời báo nó tung ra để gây chia rẽ mâu thuẫn trong nội bộ lãnh đạo Việt Nam với nhau thôi và gây phân hóa trong người dân Việt Nam với nhau. Hoàn Cầu Thời báo thì nó không phải là cơ quan chính thức của Đảng và nhà nước Trung Hoa cho nên nó đưa như thế ai muốn hiểu thế nào thì hiểu, bản thân cá nhân tôi thì tôi không tin đó là sự thật. Thế nhưng nếu mình im lặng trong chuyện này thì bất lợi cho mình. Phải có một kênh thông tin nào đó để phản bác lại chuyện đó."
Sau đó, Ban Tuyên giáo Trung ương Việt Nam đã có văn bản khẳng định: "Trong hội đàm, trao đổi không hề có vấn đề phía Trung Quốc gây sức ép với ta về nhân sự, không hề có cái gọi là sự thỏa thuận rằng: "Việt Nam sẽ thành khu tự trị thuộc Trung Quốc, giống như Nội Mông, Tân Cương và Quảng Tây vào năm 2020..." Đây là một luận điệu bịa đặt với ý đồ kích động, gây bức xúc trong cán bộ, đảng viên và trong các tầng lớp nhân dân".
Trả lời đài BBC, Thiếu tướng Nguyễn Trọng Vĩnh nói rằng nội dung về "khu tự trị" được lan truyền trên mạng "chắc chắn là không đúng". Ông nói: "Tôi đã đọc hồi ký của đồng chí Trần Quang Cơ (thứ trưởng Ngoại giao) thì chỉ có nói về việc (lãnh đạo hai nước) cãi nhau về việc rút quân ở Campuchia thôi...". Ông cho biết khi ông ký tên vào bản kiến nghị công khai nội dung về hội nghị Thành Đô thì ông cũng không tin vào thông tin phía Trung Quốc đưa ra và được lan truyền trên internet:
"Chúng tôi hỏi là vì chúng tôi muốn lãnh đạo trả lời là hoàn toàn không có (việc chấp nhận làm khu tự trị của Trung Quốc). Đó chỉ là sự bịa đặt để gây nghi ngờ cho người Việt Nam thôi".
Chiều ngày 12 tháng 12 năm 2023, tại Phủ Chủ tịch, Tổng Bí thư Ban Chấp hành Trung ương Đảng Cộng sản Việt Nam Nguyễn Phú Trọng và Phu nhân chủ trì Lễ đón trọng thể Tổng Bí thư Ban Chấp hành Trung ương Đảng Cộng sản Trung Quốc, Chủ tịch nước Cộng hòa nhân dân Trung Hoa Tập Cận Bình và Phu nhân thăm cấp Nhà nước tới Việt Nam theo nghi thức cao nhất dành cho nguyên thủ quốc gia. Điều này đã chứng tỏ rằng cho đến năm 2023, Việt Nam vẫn là một quốc gia độc lập so với Trung Quốc. Việc Tập Cận Bình đại diện cho quốc gia Trung Quốc để đến thăm quốc gia Việt Nam đã đập tan tin đồn Việt Nam thành khu tự trị của Trung Quốc từ năm 2020.

## Sách tham khảo
- Hoàng Dung. Sau bức màn đỏ: hậu trường chính trị Việt Nam sau 1975. Falls Church, VA: Tiếng Quê Hương, 2007.
- Vuving, Alexander L. "Changing Synthesis of Strategies: Vietnam's China Policy since 1999" at the Yale University Council for Southeast Asia Studies Conference in New Haven, CT. November 11-12, 2005.